# B.Sriramanahalli, Nagamangala
B.Sriramanahalli là một làng thuộc tehsil Nagamangala, huyện Mandya, bang Karnataka, Ấn Độ.